# Love Ballad
『Love Ballad』（ラブ・バラード）は、May J.のミニ・アルバム。

## 内容
バラードをコンセプトに収録したミニ・アルバム。ベストアルバム、カバーアルバムと続き、2013年3枚目となるアルバムのリリースとなった。バラードテイストのカバー・アルバムを制作し、May J.のオリジナルのバラードが聴きたいと言う声を受け、その流れから制作された。
CDのみの通常盤とCD＋DVDの初回限定盤の2形態でリリース。初回限定盤には36ページのフォトブックが付属している。 
May J.は2009年にカバー曲「Garden」がヒットしたものの、その後は人気が低迷していた時期があった。本作はオリジナル作としてオリコン週間ランキングで6位を獲得するヒットを果たした。

## 収録曲
1. Lovin' you [7:02]
（作詞：渡辺なつみ / 作曲：原一博 / 編曲：大島こうすけ / ストリングスアレンジ：大島こうすけ, 池田大介）
  - テレビ朝日系「musicる TV」10月度オープニングテーマ
2. きみの唄 [6:04]
（作詞：前田たかひろ / 作曲：大島こうすけ / 編曲：大島こうすけ / ストリングスアレンジ：大島こうすけ, 池田大介）
3. Eternally - Wedding ver. - [4:53]
（作詞：May J. / 作曲：TANAKA JUN / 編曲：池田大介）
  - ジャパンゲートウェイ「Reveur『Reveur x music』」CMソング
4. Shine Bright - Love Ballad ver. - [4:49]
（作詞：May J. / 作曲：RED-T, Jez Ashurst / 編曲：RED-T）
  - ガシー・レンカー・ジャパン「プロアクティブ」CMソング、OPA「2013夏バーゲン」CMソング。
5. 泣いていいよ [5:23]
（作詞：前田たかひろ / 作曲：松本良喜 / 編曲：TANAKA JUN）
6. I Believe [Japanese Version] feat. V.I（from BIGBANG） [4:49]
（作詞：Yang Jae Sun, 小林夏海 / 作曲：Kim Hyung Suk / 編曲：池田大介）
  - 原曲はシン・スンフンが2003年にリリースした同名曲。BIGBANGのV.Iが参加。
7. 涙そうそう [4:32]
（作詞：森山良子 / 作曲：BEGIN / 編曲：TANAKA JUN / ストリングスアレンジ：TANAKA JUN, 池田大介）
  - 原曲は森山良子が1998年にリリースしたアルバム「TIME IS LONELY」に収録されている同名曲。

### 初回限定盤DVD
MUSIC VIDEO
1. Lovin' you [Music Video]
2. きみの唄 [Music Video]
3. Eternally [Music Video]

May J. TOUR 2013 -7 Years Collection - at 2013.4.26 shibuya O-EAST
1. Garden (2BEDROOM PROGRESSIVE ANTHEM)
2. DO tha' DO tha'
3. HERE WE GO
4. No No No
5. Rewind
6. FREEDOM
7. 夜空の雪
8. Acoustic Medley
  - Dear…
  - 旅立つ君に
  - あの日があるから
  - TSUBASA
9. Sing for you / May J.×MAY'S
10. ハナミズキ
11. 白い雲のように with クリス・ハート
12. A Whole New World with クリス・ハート
13. Eternally
14. Be mine 〜君が好きだよ〜
15. Shiny Sky
16. 風になりたい with Vimclip
17. Beautiful days
18. RAINBOW
19. Garden

アンコール
1. Precious
2. ありがとう